# Brian Baumgartner
Brian Baumgartner (Atlanta, 29 novembre 1972) è un attore statunitense, noto per l'interpretazione di Kevin Malone nella sitcom The Office.

## Biografia
Brian Baumgartner è noto soprattutto per aver interpretato Kevin Malone nella serie TV The Office, un ruolo che gli è valso due Screen Actors Guild Award per il miglior cast in una serie commedia nel 2006 e nel 2007. Nel 2007 ha vinto un Daytime Emmy Award per la sua partecipazione nello spin-off The Office: The Accountants. Nel 2012 ha anche diretto un episodio di The Office. Nel 2020 ha condotto e prodotto An Oral History Of The Office, un podcast su Spotify dove spesso ospita e intervista le altre co-star di The Office.
Baumgartner è sposato con Celeste Ackelson dal 2014 e la coppia ha due figli.

## Filmografia parziale

### Cinema
- Licenza di matrimonio (License to Wed), regia di Ken Kwapis (2007)
- Tutti insieme inevitabilmente (Four Christmases), regia di Seth Gordon (2008)
- Ghostbusters, regia di Paul Feig (2016)
- My Boyfriend's Meds, regia di Diego Kaplan (2020)

### Televisione
- The Lyon's Den - serie TV, 1 episodio (2003)
- CSI - Scena del crimine (CSI: Crime Scene Investigation) - serie TV, 1 episodio (2003)
- Arrested Development - Ti presento i miei (Arrested Development) - serie TV, 1 episodio (2005)
- Everwood - serie TV, 1 episodio (2005)
- The Office - serie TV, 201 episodi (2005-2013)
- Wilfred - serie TV, 1 episodio (2012)
- Hot in Cleveland - serie TV, 2 episodi (2013-2015)
- Mike & Molly - serie TV, 1 episodio (2013)
- Criminal Minds - serie TV, 1 episodio (2014)
- Law & Order - Unità vittime speciali (Law & Order: Special Victims Unit) - serie TV, 1 episodio (2014)
- The Bridge - serie TV, 2 episodi (2014)
- Melissa & Joey - serie TV, 3 episodi (2015)
- Chicago Fire - serie TV, 1 episodio (2016)
- The Goldbergs - serie TV, 1 episodio (2016)
- Scream Queens - serie TV, 1 episodio (2016)
- Life in Pieces - serie TV, 1 episodio (2017)
- Hand of God - serie TV, 4 episodi (2017)
- Disjointed - serie TV, 1 episodio (2017)
- Home Movie: The Princess Bride - serie TV, (2020)
- Sneakerheads - miniserie televisiva, episodio 2 (2020)

### Doppiaggio
- Adventure Time - serie TV, 1 episodio (2011)
- Nicky, Ricky, Dicky & Dawn - serie TV, 1 episodio (2015)
- Mr. Peabody & Sherman Show - serie TV, 1 episodio (2015)
- Summer Camp Island - Il campeggio fantastico - serie TV, 1 episodio (2019)
- Trash Truck  - serie animata (2020)

## Doppiatori italiani
Nelle versioni in italiano delle opere in cui ha recitato, Brian Baumgartner è stato doppiato da:
- Guido Sagliocca in The Office, The Goldbergs
- Francesco Meoni in Licenza di matrimonio
- Saverio Indrio in Criminal Minds
- Roberto Draghetti in Disjointed
- Cesare Rasini in Sneakerheads